# Municipio de Eden (Nebraska)
El municipio de Eden (en inglés, Eden Township) es una subdivisión territorial del condado de Antelope, Nebraska, Estados Unidos. Según el censo de 2020, tiene una población de 84 habitantes.
Abarca una superficie exclusivamente rural.
Actualmente el municipio está inactivo. No tiene autoridades designadas ni funciones asignadas.

## Geografía
Está ubicado en las coordenadas 42°24′2″N 98°0′54″O / 42.40056, -98.01500 (42.400601, -98.015072).  Según la Oficina del Censo de los Estados Unidos, tiene una superficie total de 93,47 km², de la cual 93,36 km² corresponden a tierra firme y 0,11 km² es agua.

## Demografía
Según el censo de 2020, hay 84 personas residiendo en la región. La densidad de población es de 0,9 hab./km². El 96,43 % son blancos, el 2,38 % son de otras razas y el 1,19% son de una mezcla de razas. Del total de la población, el 4,76 % son hispanos o latinos de cualquier raza.